# Амбивалентность (фильм)
«Амбивале́нтность» — российский драматический фильм режиссёра Антона Бильжо, вторая полнометражная работа режиссёра, снятая по сценарию Сергея Тарамаева и Любы Львовой. 
Кинокартина получила Приз за лучшую режиссуру на фестивале «Окно в Европу-2018». Это психодрама с элементами триллера, в которой содержание передаётся уже в названии: контрасты, смятение, состояние, близкое к шизофреническому расщеплению сознания. Трио главных героев в исполнении Данила Стеклова, Егора Морозова и Ольги Цирсен — это переплетение характеров, создающее накал эмоционального напряжения и удерживающее внимание зрителя. Премьера фильма состоялась в Москве 24 марта 2019, в широкий прокат вышел 28 марта 2019 года.

## Синопсис
В современной Москве, в мединституте, учатся на психиатров двое друзей — неразлучных, но являющихся полными противоположностями, очень по-разному воспринимающими жизнь. Пётр (Данил Стеклов) – наглый бунтарь, нарушитель спокойствия, играющий на барабанах в грайндкор-группе, талантливый, но несдержанный и склонный, скорее, к экспериментам, чем к следованию установленным правилам. Стас (Егор Морозов) — домашний мальчик и прилежный ученик, искренне восхищающийся ярким и харизматичным приятелем. Один хочет поступать правильно. Второй — ставить эксперименты. История совершает драматический поворот, когда у Петра завязывается страстный роман с матерью Стаса Катериной Сергеевной (Ольга Цирсен) — события развиваются стремительно, серьёзно меняя героев и сталкивая их не только друг с другом, но и с собственными внутренними демонами. Это история о необычном любовном треугольнике и о том, что безумие ближе, чем кажется.

## В ролях
| Актёр             | Роль               |
| ----------------- | ------------------ |
| Данил Стеклов     | Петя               |
| Егор Морозов      | Стас               |
| Ольга Цирсен      | Катерина Сергеевна |
| Валентина Куваева | Аня                |
| Валентин Самохин  | Егор               |
| Иван Верховых     | Евгений Борисович  |
| Галина Стаханова  | Бабушка Пети       |
| Ксения Базанова   | Света              |
| Дмитрий Журавлев  | Дмитрий            |
| Андрей Бильжо     | Психиатр           |